# جون ديفيز (معجمي)
جون ديفيز (بالإنجليزية: John Davies)‏ (و. 1567 – 1644 م) هو معجمي، ولغوي، ومترجم، ومترجم الكتاب المقدس ‏ ويلزي، توفي عن عمر يناهز 77 عاماً.

## التعليم
تعلم في كلية يسوع (أكسفورد).